# Katarrama
Katarrama és un grup de metal i rock format el 1999 a Barcelona (Catalunya).
La banda es va fundar amb Oriol Iglesias (bateria), Albert Iglesias (guitarra), Lluís Sendra (veus), Alex Centeno (guitarres), Moi Barber (baix). Amb la marxa d'Alex i Moi, el baixista Albert Godayol arriba i s'uneix a la banda per enregistrar el seu primer disc d'estudi que porta el mateix nom del grup Katarrama Stuma (2002) editat per la discogràfica El Lokal.
El 2005 graven el seu segon disc d'estudi En silenci... (Contra Records - Bé Negre) amb més cançons cantades en Català i amb un so més sofisticat. Aquest nou treball va ser gravat, mesclat i produït per David Rosell als estudis Can Pardaler de Taradell.
El 2006, el cantant Lluís Sendra deixa el grup i és reemplaçat per Carles Angla, conegut com a Xarly, ve carregat amb un grapat de lletres, que ajuden a formar el tercer disc d'estudi Kada verS (2009), gravat, mesclat i produït per David Rosell com l'anterior disc. Aquest cop, les col·laboracions són del trombonista Xato, el mateix David Rosell a les veus, trompeta, guitarres, Joan Sanchez a les guitarres i Jordi Bilbeny al poema de la part posterior del disc.
A principis del 2010, Katarrama presenta el seu espectacle Kada verS en directe a Avinyó, audiovisuals i enregistrament a càrrec de Psicovisio, i a Barcelona. Des de la seva formació, han tocat arreu on els han deixat, tocant a Catalunya, Euskadi i Irlanda.

## Discografia
Discs d'estudi
- Katarrama Stuma (2002)
- En silenci... (2005)
- Kada verS (2009)[10]